# 博兹佐伊
博兹佐伊，是匈牙利沃什州所辖的一个村，总面积4.43平方公里，总人口323，人口密度72.9人/平方公里（2010年1月1日）。